# Ribeira Dranse de Abondance
A ribeira Dranse de Abondance é um ribeiro no departamento francês da Alta Saboia, afluente da ribeira Dranse de Morzine.

## Geografia
Nasce no Chablais Saboiardo que irriga o Vale de Abondance, e é na comuna de Reyvroz que se junta com a ribeira Dranse de Morzine para formar o rio Dranse (Alta Saboia).
Há um outro rio chamado Dranse, o rio Dranse (Valais) que se lança perto de Martigny, na Suíça, no rio Ródano.

## Comunas
A Dranse de Abondance atravessa Reyvroz,  Châtel, La Chapelle-d'Abondance, Abondance, Bonnevaux e Chevenoz